# Лобаниха (Ярославская область)
Лобаниха — деревня в Ярославском районе Ярославской области. Входит в состав Заволжского сельского поселения.

## География
Находится в восточной части Ярославской области на расстоянии приблизительно 9 км на восток по прямой от станции Филино.

## История
В 1859 году здесь (деревня Ярославского уезда Ярославской губернии) было учтено 24 двора, в 1898 — 43.

## Население
Численность населения: 146 человек (1859 год), 25 (русские 84 %) в 2002 году, 26 в 2010.